# Leucas lavandulifolia
 (mars 2025).
Espèce
Synonymes
- Hetrepta lavandulifolia (Sm.) Raf.[1]
- Leonurus indicus L.[1] [2]
- Leonurus indicus N. Burman[3]
- Leonurus malebaricus J.Koenig ex Rottb.[1]
- Leucas brownii Briq.[1]
- Leucas indica (L.) Vatke[1]
- Leucas lavandulifolia var. decipiens (Hook.f.) Chandrab. & S.R.Sriniv.[1]
- Leucas linifolia (Roth) Spreng.[2]
- Leucas linifolia (Roth.) Sprengel[3]
- Leucas malabarica W.Theob.[1]
- Phlomis linifolia Roth.[3]
- Phlomis linifolia Roth[1] [2]

Leucas lavandulifolia Sm. dite Leucas à feuilles de lavande et Thombé à La Réunion, est une espèce de plantes à fleurs de la famille des Lamiaceae, rencontrée dans le Sud-Ouest de l'Asie et aux Mascareignes.

## Noms vernaculaires
À La Réunion, on la nomme Thombé ou Tombé.
À l'île Maurice, la plante est appelée armoise blanche.

## Localisation
La plante est originaire d'Asie : Inde, Sud de la Chine, Malaisie.
À La Réunion, le Thombé est caractérisé d'indigène car il déjà très répandu sur toute l'île. Cette prolifération assez rapide, lui vaut le surnom de mauvaise herbe.
Elle est potentiellement envahissante.

## Caractéristiques

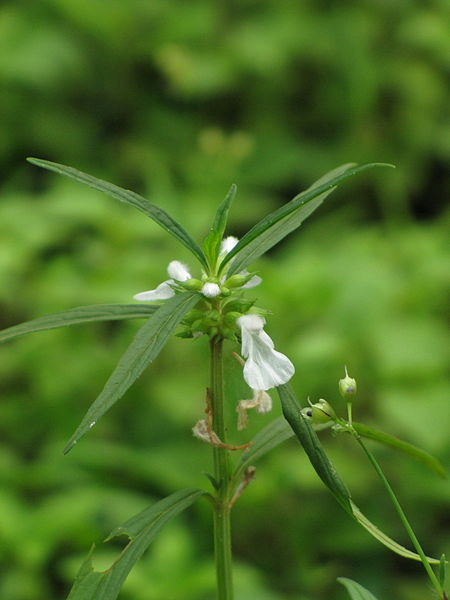
Leucas aspera, le petit Thombé.

Le Thombé appartient au genre des Leucas. Il y a deux plantes différentes de ce genre très similaires à La Réunion :
- Le petit Tombé - Leucas aspera[4] : similaire au Thombé, il est de plus petite taille. On l'appelle aussi Thumbai.
- Tombé - Leucas lavandulifolia[4] : plus grande que le Leucas aspera, il est plus commun.

### Morphologie et anatomie
Le Tombé est une plante annuelle dressée, ramifiée, de hauteur entre 30 et 70 centimètres.
- Les feuilles de Tombé sont opposées, étroites, sessiles, linéaire-lancéolé et oblong-linéaire. Son sommet est obtenu, sa marge entière ou dentelée à distance, ce qui lui donne une forme lancéolée[4]. Les feuilles sont souvent  pétiolées ou subsessiles. Elles mesurent jusqu'à 8 centimètres de long et 1,25 centimètre de large. Leur épiderme est aussi traversé par les stomates.
- La tige est de couleur verte, de forme cylindrique, parfois anguleuse ou pubescente. Son épiderme est souvent recouvert d'une épaisse cuticule cireuse[4].
- L'inflorescence du Tombé est verticale auxiliaire et terminale. Ses bourgeons se répartissent donc sur les branches auxiliaires, verticalement à la tige principale.

Les fleurs, blanches, mesurent environ 1,3 centimètre de largeur et sont sessiles et tubulaires. La partie inférieure de la fleur est glabre et membraneuse alors que la partie supérieure est nervurée et hispide.
La corolle est blanche et pubescente. Elle s'ouvre par une lèvre supérieure veloutée et une lèvre inférieure, trilobée presque sans poils. La lèvre inférieure est presque deux fois plus longue que la lèvre supérieure. Leurs lobes latéraux sont principalement subaigus et petits.

## Utilisations

### Usages médicinaux
- Anti-douleurs : le Thombé est utilisé contre les douleurs rhumatismales en laissant bouillir ses racines dans de l'eau. Il lutte aussi contre les règles douloureuses ou coliques, néphrétiques ou hépatiques s'il est utilisé en boisson. En bain, il soulage la goutte, les douleurs rhumatismales et les contractures. Cependant, on doit ajouter des racines d'un pied de Gros-Chiendent pour que le liquide soulage[7].
- Sommeil : en Inde, il est conseillé de mettre ses feuilles sèches sous son oreiller pour un meilleur sommeil. Il sert aussi à calmer les nerfs et chasser la migraine dans un bol d'eau. L'odeur des feuilles aurait des capacités à détendre et à calmer les nerfs, juste par respiration. Il est aussi possible de mettre des cœurs de Thombé dans un bol d'eau bouillante, pour avoir les mêmes effets[7].
- Respiration : en laissant des tiges bouillir dans de l'eau, le Thombé devient un remède contre la toux, la grippe et l'asthme. On peut aussi remplacer les tiges par des feuilles. Ce bouillon peut servir aussi à soulager la bronchite[7].
- Sang : le Thombé a été utilisé comme dépuratif, contre l'hypertension, les palpitations cardiaques et le diabète[7].
- Peau : la tisane de Thombé est servie contre les plaies douloureuses et qui ne guérissent pas. Pour cela, on utilise le cataplasme des feuilles sur le psoriasis. Il peut aussi estomper, voire enlever les éruptions cutanées chroniques. Cependant, lorsque ses feuilles sont broyées, il est utile contre les morsures de serpent[7].
- Estomac : le Thombé a des caractéristiques laxatives. Il soulage les maux de ventre, les constipations légères, est vermifuge mais aussi permet de lutter contre les pertes d'appétit[7].

### Autres utilisations
En Inde, le Thombé est aussi utilisé comme insecticide.
À La Réunion, la plante souvent présente près des temples hindous, était auparavant utilisée pour ses graines destinées aux divinités Shiva et Vichnou.

## Liste des variétés
Selon Tropicos (5 mars 2019) (Attention liste brute contenant possiblement des synonymes) :
- variété Leucas lavandulifolia var. decipiens (Hook. f.) Chandrab. & S.R. Sriniv.
- variété Leucas lavandulifolia var. nagalapuramiana Chandrab. & S.R. Sriniv.
- variété Leucas lavandulifolia var. nagalapuramina